# Rachel Mohlin
Rachel Maria Elisabeth Mohlin, ursprungligen Rakel Maria Elisabeth Molin, född 29 maj 1973 i Jönköping, är en svensk skådespelare, imitatör och författare. Hon är känd imitatör – bland annat i radions Public Service – och skådespelare i både komiska och dramatiska roller. På TV har hon bland annat uppmärksammats för Kvarteret Skatan. Hon debuterade som författare med romanen ”Dungen” 2021.

## Biografi

### Bakgrund
Rachel Mohlin föddes 1973 i Skärstad nära Jönköping. Hon var yngst av tre systrar. Under uppväxten väcktes intresset för skådespeleri och komik via deltagande i Luciakabaréer och sketchframträdanden.
Mohlin var fram till 16 års ålder medlem i Allianskyrkan, en av Jönköpings många frikyrkoförsamlingar. 19 år gammal bröt hon upp från sin ungdomsmiljö. Under 1990-talet arbetade hon en period som bildlärare, och under en tid var hon praktikant vid Jönköpings länsteater. Hon gick utbildning vid Kulturama och senare vid Skara Skolscen, sedan hon misslyckats vid ansökan till Scenskolan och praktiserade istället vid Skövde länsteater.

### På TV
Efter praktiktiden i Skövde (se ovan) debuterade Rachel Mohlin i TV-sammanhang med en roll i Kanal 5:s såpopera Vänner och fiender. Hon deltog i 695 avsnitt av TV-serien. 2003 blev hon fast panelmedlem i underhållningsprogrammet Snacka om nyheter.
Hon har också gjort inhopp i TV4:s c/o Segemyhr och SVT:s Män emellan. Mer nyligen blev Rachel Molin hyllad för sina rolltolkningar som en i gänget kring SVT:s komediserie Kvarteret Skatan. Där spelar hon bland annat den kärlekskranka men förvirrade singeltjejen (dock gift vid 20-årsproduktionen 2021) Jenny. Hon har medverkat i sketchserien Partaj, framför allt som imitatör av Centerpartiets ledare Annie Lööf.

### I radio
Under senare år har hon med framgång medverkat i radio Sveriges Radio P1:s söndagsprogram, satiren Public Service, där hon bland annat givit röst åt drottning Silvia, Anitra Steen, Marita Ulvskog, Maud Olofsson och Gudrun Schyman. Inte minst har hennes tolkningar av den sistnämnda blivit uppmärksammade. En annan känd figur är Tant Muttie som kom till när Kjell Eriksson ledde Morgonpasset i Sveriges Radio P3 2001.
Redan i grundskolan upptäckte hon sitt eget intresse för att ägna sig åt imitationer. För sin imitationskonst i Public Service erhöll hon 2002 Parneviksstipendiet.

### På bio
2004 gav hon röst åt fisken Lola i filmen Hajar som hajar. Hon var samma år med i både Håkan Bråkan (som körledare) i regi av Erik Leijonborg och den finländska filmen Framom främsta linjen. 2006 var hon med i Galenskaparna och After Shaves långfilm Den enskilde medborgaren.

### På scen
Mohlin har varit konstnärlig ledare för gruppen Teater Temporär. Hon ingår sedan 2006 i revygänget R.E.A. (Roligt Elakt Aktuellt).

### Stil
Rachel Mohlin har beskrivits som en som på samma gång har en öppen spontanitet och känsla för tragikomik.

### Familj
Rachel Mohlin var tidigare gift med Carl Cederström (fram till 2018). Tillsammans har de en son (född 2010) och en dotter (född 2013).

## Filmografi (skådespelare)
- 1996 – Vänner och fiender (TV-serie)
- 1998 – c/o Segemyhr (TV-serie)
- 1999 – Tandfén (kortfilm)
- 1999 – Mamy Blue
- 2000 – Grinchen – julen är stulen (dubbning)
- 2003 – Flamingo (kortfilm)
- 2003 – Män emellan (TV-serie)
- 2003 – Kvarteret Skatan (TV-serie)
- 2003 – Snacka om nyheter (TV-serie)
- 2004 – Hajar som hajar
- 2004 – Håkan Bråkan
- 2004 – Framom främsta linjen
- 2005 – Som man bäddar
- 2006 – Små mirakel och stora
- 2006 – Den enskilde medborgaren
- 2007 – Familjen Robinson (dubbning)
- 2008 – Mamma Mu och Kråkan
- 2008 – Lasse-Majas detektivbyrå – Kameleontens hämnd
- 2008 – Lägg M för Mord
- 2008 – … detta förbaskade Public Service … (TV-serie) (sig själv samt olika roller)
- 2012 – Kvarteret Skatan reser till Laholm (även manus och medproducent[10])
- 2012 – Högklackat (TV-serie)
- 2014 – Lasse-Majas detektivbyrå – Skuggor över Valleby
- 2015 – Welcome to Sweden (TV-serie) (gästroll)
- 2018 – Helt perfekt (TV-serie)
- 2018 – Klassfesten (TV-serie)
- 2018 – Alla hästar hemma (TV-serie)
- 2019 – Så ska det låta (TV-serie)
- 2020 – Sommaren med Släkten (TV-serie)
- 2023 – Ingen ängel (TV-serie)
- 2025 – Bamse och havets hemlighet

## Teater

### Roller
| År   | Roll                 | Produktion                                                    | Regi             | Teater                   |
| ---- | -------------------- | ------------------------------------------------------------- | ---------------- | ------------------------ |
| 2016 | Medverkande          | Oscarsrevyn, revy Calle Norlén                                | Edward af Sillén | Oscarsteatern            |
| 2017 | Helga, författarinna | Flaggan i topp (Hurra, ein Junge) Franz Arnold och Ernst Bach | Adde Malmberg    | Krusenstiernska gården   |
| 2018 | Charlotte Malcolm    | Sommarnattens leende Ingmar Bergman                           | Hugo Hansén      | Romateatern              |
| 2024 | Medverkande          | Extrainsatt Rachel Mohlin                                     | Rachel Mohlin    | Kulturhuset Stadsteatern |

## Ljudboksuppläsningar (urval)
- 2012 - I skuggan av de döda av Jesper Ersgård

## Källhänvisningar
1. 1 2 3 4 5 6 7 8 9  Qvist, P O (2004): "Rachel Mohlin". SFDb. Läst 28 mars 2015.
2. 1 2  Ekman, Malin (2012-01-24): "Rachel spektakel". Arkiverad 2 april 2015 hämtat från the Wayback Machine. faktum.se. Läst 1 april 2015.
3. 1 2  Eyal Sharon Krafft/TT Spektra (2013-05-27): ”"Boxningen är min ventil"”. hd.se. Läst 1 april 2015.
4. 1 2  Brolin, Åsa (2010-11-19): ”Rachel Mohlin: "Jacob blev till efter en barrunda"”. Arkiverad 2 april 2015 hämtat från the Wayback Machine. mama.nu. Läst 1 april 2015.
5. 1 2  Johansson, Linda (19 oktober 2018). ”Rachel Mohlin bekräftar – skiljer sig nu från maken”. Expressen. https://www.expressen.se/noje/rachel-mohlin-bekraftar-skiljer-sig-nu-fran-maken/. Läst 16 december 2023.
6. ↑  ”Kvarteret Skatan 20 år”. 2021. https://www.svtplay.se/kvarteret-skatan-20-ar. Läst 16 december 2023.
7. 1 2  ”Rachel Mohlin”. Albert Bonniers Förlag. https://www.albertbonniersforlag.se/forfattare/32595/rachel-mohlin/. Läst 16 december 2023.
8. ↑  "Rachel Mohlin". Arkiverad 2 april 2015 hämtat från the Wayback Machine. norstedt.se. Läst 1 april 2015.
9. ↑  SF Film (2006): "DEN ENSKILDE MEDBORGAREN – Om filmen". jpsmedia.se. Läst 1 april 2015.
10. ↑  "Insatser". SFDb. Läst 31 mars 2015.
11. ↑  ”Oscarsrevyn”. Oscarsteatern. Arkiverad från originalet den 16 april 2016. https://web.archive.org/web/20160416125338/http://www.oscarsteatern.se/oscarsrevyn/. Läst 3 april 2016.
12. ↑  ”Flaggan i topp”. Krusenstiernska teatern. Arkiverad från originalet den 15 maj 2017. https://web.archive.org/web/20170515170050/http://www.krusenstiernskateatern.se/. Läst 11 juli 2017.